# El Veladero, San Luis Potosí
El Veladero är en ort i Mexiko.   Den ligger i kommunen Ciudad Valles och delstaten San Luis Potosí, i den centrala delen av landet, 300 km norr om huvudstaden Mexico City. El Veladero ligger 234 meter över havet och antalet invånare är 167.
Terrängen runt El Veladero är kuperad, och sluttar österut. Runt El Veladero är det ganska tätbefolkat, med 78 invånare per kvadratkilometer. Närmaste större samhälle är Nuevo Crucitas, 3,2 km sydväst om El Veladero. I omgivningarna runt El Veladero växer huvudsakligen savannskog.